# Kitchens of Distinction
Kitchens of Distinction ist eine englische Alternative-Rock-Band, die dem Genre Shoegazing zugeordnet wurde und zwischen 1989 und 1994 vier Alben veröffentlichte. 1996 löste sich die Band auf, 2013 erschien ein weiteres Album.

## Bandgeschichte
Kitchens of Distinction wurde 1986 in Tooting, London von Patrick Fitzgerald (Bass, Gesang), Julian Swales (Gitarre) und Dan Goodman (Schlagzeug) gegründet. Sie benannten sich nach einem Unternehmen für Küchenarmaturen und -dekorationen, dessen Werbung Swales auf einem Bus gesehen hatte. 
Nachdem ihre Debütsingle Last Gasp Death Shuffle, die sie 1987 auf ihrem eigenen Label Gold Rush veröffentlichten, in der britischen Musikzeitschrift NME zur Single of the Week gekürt wurde, nahm das Independent-Label One Little Indian Records die Band unter Vertrag und veröffentlichte nach zwei weiteren Singles (Prize und The 3rd Time We Opened the Capsule)  1989 das Debütalbum Love Is Hell und die dritte Single Elephantine. Das Album fand Anklang bei den Kritikern. Presserelevant war auch das offene Bekenntnis zur Homosexualität von Frontmann Patrick Fitzgerald, was Ende der 1980er Jahre noch nicht selbstverständlich war.
1991 veröffentlichte die Band ihr zweites Album Strange Free World, das von Hugh Jones produziert wurde. Es erreichte erstmals die britischen Albencharts, verbrachte dort jedoch nur eine Woche auf Platz 45. Noch weniger Verkaufszahlen brachte das 1992er Album The Death of Cool, das eine Woche auf Platz 72 stand.
Das vierte Album Cowboys and Aliens (1994) verfehlte die Top 100 der Albencharts, allerdings verbrachte die einzige Single daraus (Now It’s Time to Say Goodbye) eine Woche auf Platz 86.
1995 wurde der Band von ihrem Label gekündigt. Im Mai 1996 veröffentlichte sie unter dem Namen Kitchens O.D. die Single Feel My Genie auf dem Independent-Label Fierce Panda Records, die von der Musikzeitschrift Melody Maker zur „Single der Woche“ gewählt wurde. Trotzdem löste sie sich im Sommer 1996 auf.

### Nach der Auflösung
Patrick Fitzgerald veröffentlichte 1997 unter dem Namen Fruit das Album Hark at Her, auf dem die anderen ehemaligen KOD-Mitglieder Swales und Goodman mitwirkten. Außerdem waren Miki Berenyi von Lush und Isabel Monteiro von Drugstore beteiligt.
1998 gründete Fitzgerald mit der amerikanischen Sängerin Heidi Berry das Projekt Lost Girls, von dem zunächst nur eine einzige Single (Needle's Eye) erschien. Erst 2014 wurde das Album Lost Girls auf dem Label 3 Loop Music veröffentlicht.
Ab 2002 veröffentlichte Fitzgerald drei Alben und mehrere Singles unter dem Namen Stephen Hero.
2003 veröffentlichte One Little Indian Records eine Best-of-Compilation unter dem Namen Capsule (The Best of KOD 1988–1994).
Julian Swales schrieb nach der Auflösung von KOD Musik für Film, Theater und Tanz.

### Reunion
Im September 2012 gab Fitzgerald bekannt, dass KOD an einem neuen Album arbeiteten, das am 30. September 2013 unter dem Titel Folly erschien.

## Diskografie

### Alben
- Love Is Hell (1989)
- Strange Free World (1991)
- The Death of Cool (1992)
- Cowboys and Aliens (1994)
- Folly (2013)

### Singles und EPs
- Last Gasp Death Shuffle (1987)
- Prize (1988)
- The 3rd Time We Opened the Capsule (1989)
- Elephantine (1989)
- Quick at Rainbows (1990)
- Drive That Fast (1991)
- Breathing Fear (1992)
- When in Heaven (1992)
- Now It’s Time to Say Goodbye (1994)
- Japan To Jupiter (2013)

### Kompilationen
- Capsule – The Best of KOD 1988–1994 (2003)